# Eleições legislativas francesas de 2024
Uma eleição legislativa foi realizada na França em 30 de junho de 2024, com um segundo turno (segunda volta) em 7 de julho (um dia antes para alguns eleitores no exterior), para eleger todos os 577 membros da 17ª Assembleia Nacional da Quinta República Francesa. A eleição ocorreu após a dissolução da Assembleia Nacional pelo presidente Emmanuel Macron, que decidiu convocar eleições antecipadas após as eleições para o Parlamento Europeu de 2024 na França, nas quais o Reagrupamento Nacional (RN) obteve ganhos substanciais contra sua lista eleitoral Besoin d'Europe. Esta última perdeu um número considerável de assentos em comparação com a eleição para o Parlamento Europeu de 2019.
A eleição legislativa contou com quatro principais blocos: Ensemble, a coalizão/coligação de forças pró-Macron, incluindo Renaissance, o Movimento Democrático e Horizons; a Nova Frente Popular (NFP), reunindo os principais partidos de esquerda, incluindo La France Insoumise, o Partido Socialista, os Ecologistas e o Partido Comunista Francês; o Reagrupamento Nacional (RN), que também apoiou várias dezenas de candidatos respaldados por Éric Ciotti dos Republicanos (LR), além de seus próprios candidatos, precipitando uma crise de liderança dentro dos últimos; e a vasta maioria dos outros candidatos dos LR, que foram apoiados pelo comitê nacional de investidura do partido.
As pesquisas de opinião antes das eleições sugeriam que a alta participação e o nível de tripolarização do eleitorado entre Ensemble, a Nova Frente Popular e o Reagrupamento Nacional poderiam levar a um número sem precedentes de disputas de três vias no segundo turno da eleição. Analistas também notaram que a consolidação do eleitorado em torno dessas três principais forças políticas poderia resultar em um impasse institucional total após as eleições, caso nenhum bloco conseguisse garantir os votos da maioria absoluta dos membros da Assembleia Nacional, o que poderia forçar Macron a convocar uma segunda eleição antecipada em até um ano após a eleição de 2024, conforme estipulado pela constituição.
No primeiro turno da eleição, o RN e seus aliados lideraram com 33,21% dos votos, seguidos pelos partidos da Nova Frente Popular com 28,14%, os de Ensemble com 21,28% e os candidatos dos LR com 6,57%, com uma participação geral de 66,71%, a mais alta desde 1997. Com base nesses resultados, 306 circunscrições estavam indo para disputas de três vias e 5 para disputas de quatro vias. Um total de 76 candidatos foram eleitos diretamente no primeiro turno, e candidatos apoiados pelo RN qualificaram-se para o segundo turno em 444 outras circunscrições, comparado a 415 para a NFP, 321 para Ensemble e 63 para LR (segundo as classificações de candidatos do Le Monde). No segundo turno, após 134 candidatos apoiados pela NFP e 82 candidatos apoiados por Ensemble desistirem (a maioria para tentar impedir a vitória do RN), restaram apenas 89 disputas de três vias e 2 de quatro vias.
Contrariamente às projeções pré-eleitorais, os candidatos apoiados pela NFP conquistaram uma pluralidade de assentos após o segundo turno, com os candidatos de Ensemble superando as expectativas ao ficarem em segundo lugar, à frente dos candidatos apoiados pelo RN, em terceiro, seguidos pelos candidatos dos LR em quarto lugar. Segundo a classificação de candidatos pelo Ministério do Interior, os candidatos pertencentes aos partidos da NFP receberam 180 assentos (bem abaixo dos 289 necessários para uma maioria), comparados a 159 para os partidos de Ensemble, 142 para os candidatos apoiados pelo RN e 39 para os candidatos dos LR, resultando em um parlamento sem maioria definida. As classificações não oficiais dos candidatos pela mídia podem diferir ligeiramente das utilizadas pelo Ministério do Interior: de acordo com a análise do Le Monde, 182 candidatos afiliados à NFP foram eleitos, comparados com 168 de Ensemble, 143 do RN e 45 dos LR. A participação no segundo turno, de 66,63%, também estabeleceu um recorde, sendo a mais alta desde 1997.
Após os resultados, Gabriel Attal anunciou que apresentaria sua renúncia como primeiro-ministro em 8 de julho, mas indicou sua disposição de permanecer no cargo o tempo necessário, e líderes da NFP pediram a nomeação de um primeiro-ministro de esquerda. Macron recusou a renúncia de Attal "por enquanto" no dia seguinte.

## Contexto
Após as eleições legislativas de 2022, o Ensemble perdeu sua maioria absoluta na Assembleia Nacional. Entre os partidos membros da coalizão estava o partido do presidente Emmanuel Macron, Renascimento (anteriormente La République En Marche!). Enquanto isso, os dois principais blocos de oposição, a União Popular Ecológica e Social (NUPES) de esquerda e o Reagrupamento Nacional (RN) de extrema-direita, tiveram ganhos significativos em termos de assentos. Apesar disso, nenhum grupo obteve a maioria absoluta, resultando em um parlamento suspenso pela primeira vez desde as eleições de 1988. A falta de uma maioria absoluta levou à repetida invocação do artigo 49.3 da constituição para aprovar legislações, com Élisabeth Borne fazendo isso 23 vezes até dezembro de 2023.
Em 9 de junho de 2024, pouco depois das 21:00 CEST, Macron dissolveu a Assembleia Nacional e convocou eleições antecipadas em um discurso nacional após projeções indicarem que a lista eleitoral L'Europe Ensemble seria significativamente eclipsada pelo RN nas eleições para o Parlamento Europeu na França. Em seu discurso, ele chamou a ascensão do nacionalismo por agitadores de uma ameaça à França, à Europa e ao lugar da França no mundo. Ele também alertou que a extrema-direita traria "o empobrecimento do povo francês e a queda do nosso país." As datas do primeiro e segundo turnos das eleições foram marcadas para 30 de junho e 7 de julho, respectivamente.

### Reações ao Anúncio

#### Políticos
O líder do RN, Jordan Bardella, chamou a grande diferença entre as listas eleitorais do RN e do L'Europe Ensemble nas eleições para o Parlamento Europeu de um "desmentido contundente" ao presidente Macron, dizendo que os resultados marcaram "o dia 1 da era pós-Macron". Marine Le Pen, presidente do grupo RN na Assembleia Nacional, e Jean-Luc Mélenchon, líder do La France Insoumise, celebraram os resultados das eleições e acolheram com satisfação o anúncio das eleições antecipadas.
O ex-presidente Nicolas Sarkozy condenou Macron, vendo sua decisão de dissolver o parlamento como um "risco sério para o país". A prefeita de Paris, Anne Hidalgo, reagiu extremamente negativamente à decisão de Macron, dizendo que as eleições representavam uma ameaça séria para os próximos Jogos Olímpicos de Verão de 2024, pois não apenas "estragariam o clima de todo o país," mas também trariam o risco de tumultos e manifestações nas ruas.

#### Mídia
A decisão de realizar uma eleição pegou de surpresa os observadores externos e foi amplamente vista como arriscada para a maioria presidencial de Emmanuel Macron, com alguns sugerindo que Macron desejava forçar uma decisão entre o RN e sua oposição, e outros avaliando que Macron pretendia conquistar uma maioria. O líder do Renaissance, Stéphane Séjourné, tentou atrair moderados tanto da esquerda quanto da direita para se juntarem à sua aliança em comentários feitos logo após o anúncio da dissolução.
A maioria da mídia internacional expressou profunda surpresa com a decisão de Macron, chamando as eleições antecipadas de "aposta desesperada." Em geral, a decisão de Macron foi percebida negativamente, e as perspectivas de vitória de sua aliança nas eleições foram avaliadas como baixas. La Libre Belgique chamou Macron de "animal político ferido". Segundo a BBC, ao convocar eleições antecipadas, Macron colocou em risco a democracia da Quinta República e correu o risco de provocar violência nas ruas e colapso institucional. The Guardian considerou as medidas de Macron uma tentativa de vingar sua derrota nas eleições anteriores para o Parlamento Europeu, o que poderia resultar na ascensão de radicais ao poder e dividir o país. Die Zeit acreditava que Macron "perdeu a calma" a tal ponto que ele realmente "entregou o país a Marine Le Pen." O jornal diário grego Kathimerini chamou a decisão de Macron de uma aposta imprudente que não levaria a nada de bom. A mídia francesa levantou a questão de realizar os Jogos Olímpicos de Verão de 2024 em condições de instabilidade política. 
No Brasil, o jornal Folha de S.Paulo, em um editorial diz que Macron está esvaziado e diz que há um risco de o presidente francês sair dessa eleição "manco de um país cujo Parlamento foi entregue à oposição". O Globo, descreveu a decisão como uma manobra arriscada de Macron, destacando o potencial aumento de instabilidade política e o impacto nos preparativos para as Olimpíadas de 2024 e o Estadão atentou para possíveis desdobramentos negativos para a França.

## Campanha
O tempo para registar as candidaturas às eleições para a primeira ronda foi de 12 a 16 de junho, enquanto para a segunda volta será até a 2 de julho. A campanha eleitoral começou oficialmente a 17 de junho.
Logo após os resultados das europeias, François Ruffin, deputado da França Insubmissa, pediu uma nova Frente Popular para travar a ascensão do Reagrupamento Nacional. Rapidamente, os líderes do Partido Socialista, Verdes e do Partido Comunista Francês, bem como diversos intelectuais e independentes, juntaram-se ao apelo e, a 10 de junho foi apresentada a Nova Frente Popular. O programa da Frente Popular, apresentado a 14 de junho, onde prevê reverter a política de imigração e de pensões do governo Macron, reconhecimento do Estado da Palestina continuar com ajuda militar para a Ucrânia e o envio de soldados da manutenção da paz para proteger as centrais nucleares ucranianas.
Na direita francesa, a divisão tem sido a palavra de ordem. Na noite das eleições europeias, Marion Maréchal, candidata pelo partido Reconquête de Éric Zemmour, anunciou uma reunião no dia seguinte com Jordan Bardella e Marine Le Pen (tia de Marion). Após a reunião, Marion anunciava que o Reagrupamento Nacional não queria uma coligação em virtude da sua posição contra Zemmour. Apesar disto, Marion Maréchal anunciou o seu apoio ao RN. Como consequência deste anúncio, Zemmour expulsou, não só Marion Maréchal, como outros membros do seu partido e ficando reduzido a 1 eurodeputado, apenas dois dias depois de ter elegido 5.
Marine Le Pen prometeu que o RN iria formar um governo de "unidade nacional" em caso de vitória eleitoral. Ao mesmo tempo, Bardella afirmou que só ele "era o único capaz de bloquear Mélenchon e bloquear a extrema-esquerda" e apelou a "todas as forças patrióticas da república" para se unirem e travar uma possível vitória da esquerda francesa. Ele também prometeu passar uma nova lei de imigração que permita a deportação de "islamistas e delinquentes" e cortar os custos da energia enquanto primeiro-ministro.
A grande questão destas eleições foi uma possível aliança entre a direita tradicional gaullista dos Republicanos e o Reagrupamento Nacional. A 11 de junho, numa entrevista a um canal francês, Éric Ciotti, líder dos Republicanos, anunciou o seu apoio para que tal aliança aconteceu. Este anúncio motivou uma onda de choque com vários membros dos Republicanos a condenaram tal decisão, e no dia seguinte, a comissão política do partido anunciou a expulsão de Ciotti, não só como líder do partido, mas como membro do partido totalmente. Apesar disto, Ciotti rejeitou tal decisão, descrevendo-a como uma "violação flagrante dos nossos estatutos" e que era ilegal e nula. Ciotti viu um tribunal administrativo de Paris a dar-lhe razão a 14 de junho, sendo restituído líder dos Republicanos. Jordan Bardella afirmava que o RN e os Republicanos iriam apoiar 70 candidatos de forma conjunta, embora os Republicanos afirmam que o número de candidatos não está correto. Por contraponto, a secção do partido Republicano de Altos do Sena anunciou uma aliança com a coligação de Macron.
O primeiro-ministro Gabriel Attal prometeu fazer de tudo para evitar o "pior cenário" possível, com fontes próximas de Attal a afirmarem a sua preocupação com a extrema-direita estar "às portas do poder" na França. O ministro das finanças Bruno Le Maire também avisou que uma vitória da extrema-direita ou da coligação de esquerda poderia provocar uma crise financeira. A 12 de junho, Macron justificou a sua decisão de convocar estas eleições para travar a vitória da extrema-direita na eleição presidencial da França em 2027. Macron também iria criticar a possível aliança entre Republicanos e o Reagrupamento Nacional, bem como a Nova Frente Popular, e apelou a todos os partidos a "dizerem não aos extremos" e unirem-se.

### Protestos

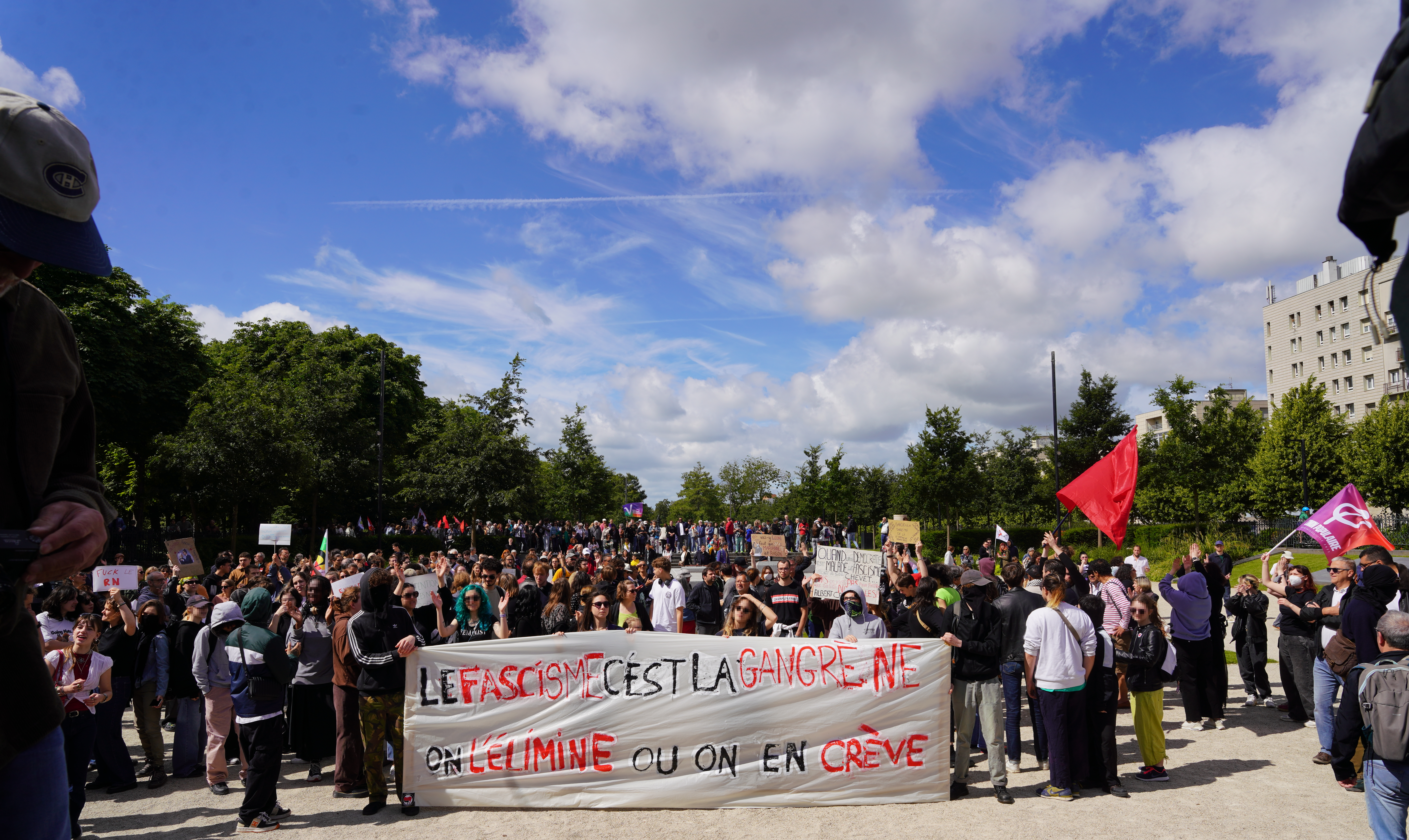
Protestos contra a extrema-direita em Reims em 14 de junho

Em 9 de junho de 2024, protestos começaram imediatamente após os resultados das eleições europeias, onde várias centenas de pessoas se manifestaram contra a vitória do RN na Place de la République em Paris e clamaram por uma "união da esquerda" nas próximas eleições legislativas, e várias dezenas de pessoas entoaram slogans anti-Jordan Bardella em Lille. Muitos sindicatos, grupos estudantis, grupos de direitos humanos e partidos políticos convocaram manifestações para se opor às políticas anti-imigração e eurocéticas do Reagrupamento Nacional, e para promover "alternativas progressistas para o mundo do trabalho". Os partidos políticos que convocaram manifestações incluíram o Partido Socialista, Partido Comunista, Os Ecologistas e La France Insoumise, enquanto os sindicatos que convocaram manifestações incluíram a Confederação Francesa Democrática do Trabalho (CFDT), a Confederação Geral do Trabalho (CGT), a União Nacional dos Sindicatos Autônomos (UNSA), a Federação Sindical Unitária (FSU) e os Solidaires, promovendo as manifestações "mais amplas possíveis".
Em 18 de junho, a CGT convocou os eleitores a apoiarem a aliança de centro-esquerda Nova Frente Popular, marcando a primeira vez que emitiu instruções específicas de voto para um candidato ou partido específico.

### Partidos e coalizões
Abaixo estão os principais partidos e alianças (incluindo quaisquer componentes principais com candidatos em pelo menos 3 circunscrições) que disputam as eleições na maioria das circunscrições (289 ou mais, conforme contagem do Le Monde), listados pelos seus resultados combinados nas eleições anteriores.
Devido à dissolução repentina da Assembleia Nacional, um número significativamente menor de candidatos concorreu nas eleições legislativas de 2024 em comparação com anos anteriores, com apenas 4.010 candidatos em 577 circunscrições (o menor número desde a eleição de 1988). O declínio também se deveu às alianças nacionais e locais. Partidos menores – como o Partido Animalista, que apresentou 421 candidatos e recebeu 1,1% dos votos em 2022, mas anunciou que não apresentaria candidatos em 2024 – foram os mais significativamente afetados devido à sua incapacidade de negociar alianças com partidos maiores e apresentar candidatos na maioria das circunscrições com tão pouco tempo.
| Partidos/Coligaçãoes | Partidos/Coligaçãoes             | Partidos/Coligaçãoes                 | Partidos/Coligaçãoes             | Lider(es)                            | Principal Ideologia       | Espectro                  | Deputados | Status   |
| -------------------- | -------------------------------- | ------------------------------------ | -------------------------------- | ------------------------------------ | ------------------------- | ------------------------- | --------- | -------- |
|                      | Juntos                           |                                      | Renascimento                     | Stéphane Séjourné                    | Liberalismo social        | Centro                    | 158 / 577 | Governo  |
|                      | Juntos                           | Movimento Democrático                | François Bayrou                  | Liberalismo                          | Centro/Centro-direita     | 47 / 577                  |           | Governo  |
|                      | Juntos                           | Horizontes                           | Édouard Philippe                 | Conservadorismo liberal              | Centro-direita            | 30 / 577                  |           | Governo  |
|                      | Juntos                           | União dos Democratas e Independentes | Hervé Marseille                  | Liberalismo                          | Centro/Centro-direita     | 7 / 577                   |           | Governo  |
|                      | Juntos                           | Partido Radical                      | Laurent Hénart                   | Liberalismo                          | Centro                    | 5 / 577                   |           | Governo  |
|                      | Juntos                           |                                      |                                  |                                      | 245 / 577                 |                           |           | Governo  |
|                      | Nova Frente Popular              |                                      | França Insubmissa                | Manuel Bompard                       | Populismo de esquerda     | Esquerda/Extrema-esquerda | 75 / 577  | Oposição |
|                      | Nova Frente Popular              | Partido Socialista                   | Olivier Faure                    | Social-democracia                    | Centro-esquerda           | 32 / 577                  |           | Oposição |
|                      | Nova Frente Popular              | Os Ecologistas                       | Marine Tondelier                 | Politica verde                       | Centro-esquerda/Esquerda  | 23 / 577                  |           | Oposição |
|                      | Nova Frente Popular              | Partido Comunista Frances            | Fabien Roussel                   | Comunismo                            | Esquerda/Extrema-esquerda | 22 / 577                  |           | Oposição |
|                      |                                  |                                      |                                  |                                      |                           | 155 / 577                 |           | Oposição |
|                      | Reagrupamento Nacional e aliados | Reagrupamento Nacional e aliados     | Reagrupamento Nacional e aliados | Jordan Bardella                      | Nacionalismo francês      | Extrema-direita           | 84 / 577  | Oposição |
|                      | Os Republicanos                  | Os Republicanos                      | Os Republicanos                  | Annie Genevard (de fato) Éric Ciotti | Conservadorismo liberal   | Centro-direita/Direita    | 59 / 577  | Oposição |
|                      | Reconquête                       | Reconquête                           | Reconquête                       | Éric Zemmour                         | Conservadorismo nacional  | Direita/Extrema-direita   | 0 / 577   | Oposição |
|                      | Luta Operária                    | Luta Operária                        | Luta Operária                    | Liderança coletiva                   | Trotskismo                | Extrema-esquerda          | 0 / 577   | Oposição |
|                      | Outros ou Independentes          | Outros ou Independentes              | Outros ou Independentes          |                                      |                           |                           | 35 / 577  | -        |

#### Nova Frente Popular

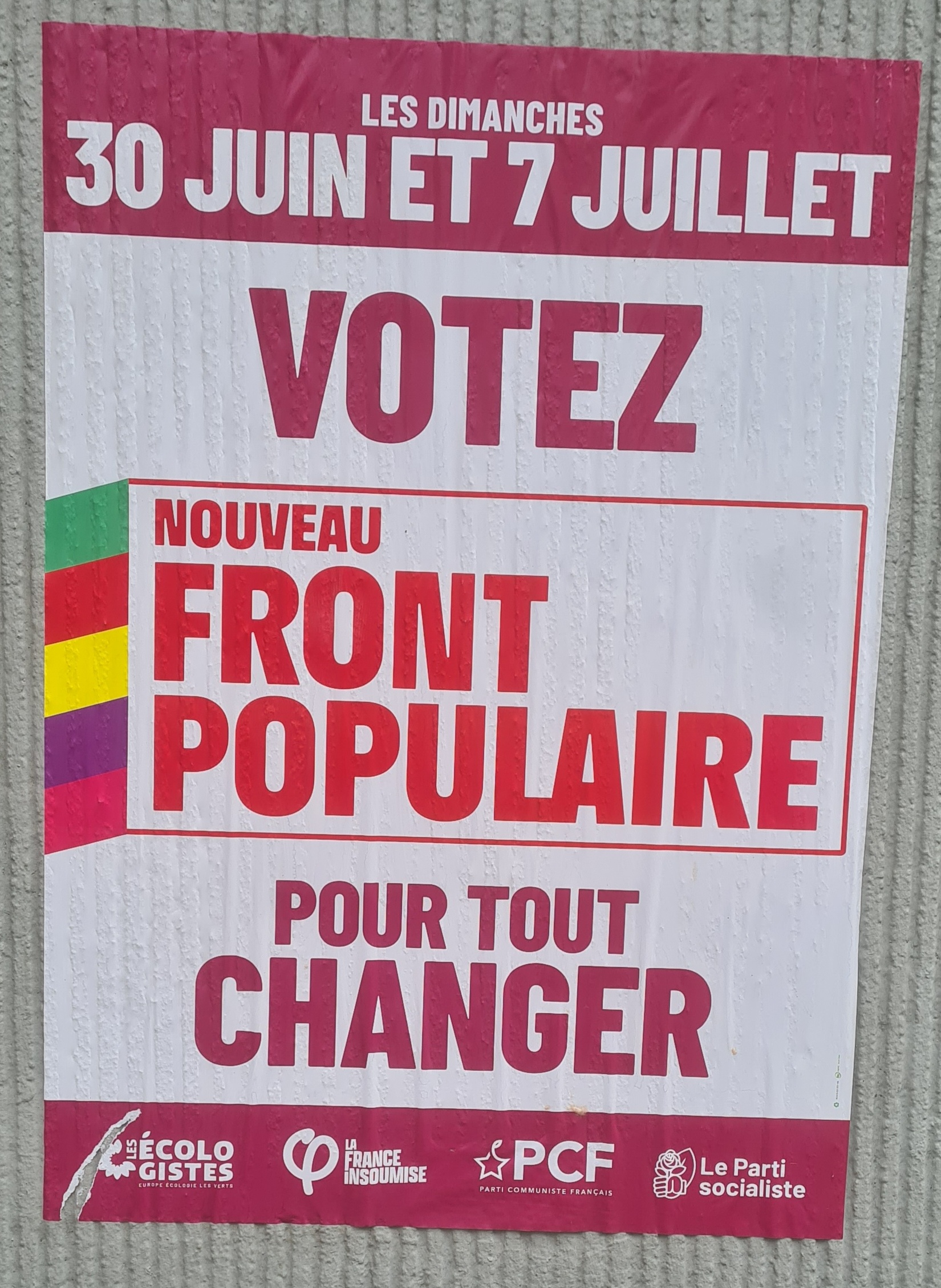
Cartaz da Nova Frente Popular

O político de esquerda François Ruffin convocou todos os partidos de esquerda, incluindo Os Ecologistas (LE), a formarem uma "frente popular" para evitar o "pior" desfecho. Chamados por unidade também foram compartilhados pelo líder do Partido Socialista (PS), Olivier Faure, pela líder do LE, Marine Tondelier, e pelo líder do Partido Comunista Francês (PCF), Fabien Roussel. Uma carta de 350 intelectuais (incluindo Esther Duflo e Annie Ernaux) pedindo uma união das forças de esquerda foi publicada no Le Monde em 10 de junho. A Nova Frente Popular foi estabelecida no mesmo dia, reunindo La France Insoumise (LFI), o PS, o LE, o PCF, o Place Publique e várias outras forças políticas.
Em 13 de junho, LFI, o PS, o LE e o PCF chegaram a um acordo sobre como alocar 546 circunscrições (incluindo a França metropolitana e os eleitores franceses residentes no exterior) entre candidatos de sua escolha, obtendo 229, 175, 92 e 50 circunscrições, respectivamente, com esses assentos divididos entre si e forças aliadas. Após protestos de outros membros da aliança, Adrien Quatennens, anteriormente condenado por violência doméstica, retirou sua candidatura na 1ª circunscrição de Nord em 16 de junho. Vários deputados atuais do LFI críticos ao líder Mélenchon – Alexis Corbière, Raquel Garrido, Hendrik Davi e Danielle Simonnet – não foram renomeados em suas circunscrições sob a bandeira da Nova Frente Popular, uma decisão criticada tanto por seus apoiadores quanto por outros líderes partidários dentro da aliança. No entanto, os quatro candidatos mantiveram suas candidaturas contra os opositores do LFI em suas circunscrições. Frédéric Mathieu, outro crítico de Mélenchon dentro do LFI, também não foi renomeado e optou por não concorrer à reeleição.
A coalizão revelou sua plataforma de campanha em 14 de junho, que incluía reverter as reformas de Macron sobre pensões, desemprego, educação, imigração, polícia, renda mínima garantida e serviço nacional universal, bem como seus cortes no financiamento para habitação de baixa renda e sua fusão das organizações de segurança nuclear francesas; baixar a idade de aposentadoria para 60 anos no longo prazo; implementar congelamentos de preços em alimentos essenciais, energia e gás; aumentar o salário mínimo para €1.600 por mês (representando um aumento de 14%) e a assistência habitacional personalizada em 10%; avançar para uma semana de trabalho de 32 horas para trabalhos árduos ou em turnos noturnos; condicionar o apoio governamental às empresas ao cumprimento de regulamentações ambientais, sociais e antidiscriminatórias; reservar um terço dos assentos nos conselhos de administração para os trabalhadores; aumentar os impostos sobre transações financeiras; proibir o financiamento bancário para combustíveis fósseis; nacionalizar o controle da água; reformar a contribuição social generalizada e os impostos sobre herança (limitando este último), bem como quase triplicar o número de faixas de imposto de renda de 5 para 14, tornando-os mais progressivos; reinstituir um imposto de solidariedade sobre a riqueza "com um componente climático"; instituir um imposto de saída sobre fundos retirados do país; cobrar um imposto sobre quilômetros rodados de veículos em importações; garantir um preço mínimo para produtos agrícolas; cancelar o Acordo Econômico e Comercial Global e qualquer futuro tratado de livre comércio; e proibir a importação de produtos agrícolas que não atendam aos padrões sociais e ambientais domésticos.
Outras propostas chave da NFP incluíam aumentar a imagem e os salários dos empregos públicos em saúde, educação, justiça e governo; fortalecer o setor industrial em áreas estratégicas chave; estabelecer o direito a licença-menstruação; proibir novos grandes projetos de rodovias; banir a criação intensiva de animais e o uso de todos os PFASs, neonicotinóides e glifosato; reexaminar a Política Agrícola Comum; fornecer financiamento governamental parcial ou total para a isolamento de residências; criar fontes, chuveiros e banheiros públicos gratuitos; construir 200.000 novas unidades de habitação pública por ano; exigir controle obrigatório de aluguéis em áreas de alto aluguel; introduzir representação proporcional; remover o artigo 49.3 da constituição; proibir o uso de balas explosivas pela polícia de choque; continuar a fornecer armas para defender a Ucrânia; reconhecer o estado da Palestina juntamente com Israel; e exigir conformidade com a ordem da Corte Internacional de Justiça (CIJ) contra Israel e cessar o apoio ao governo de Benjamin Netanyahu.

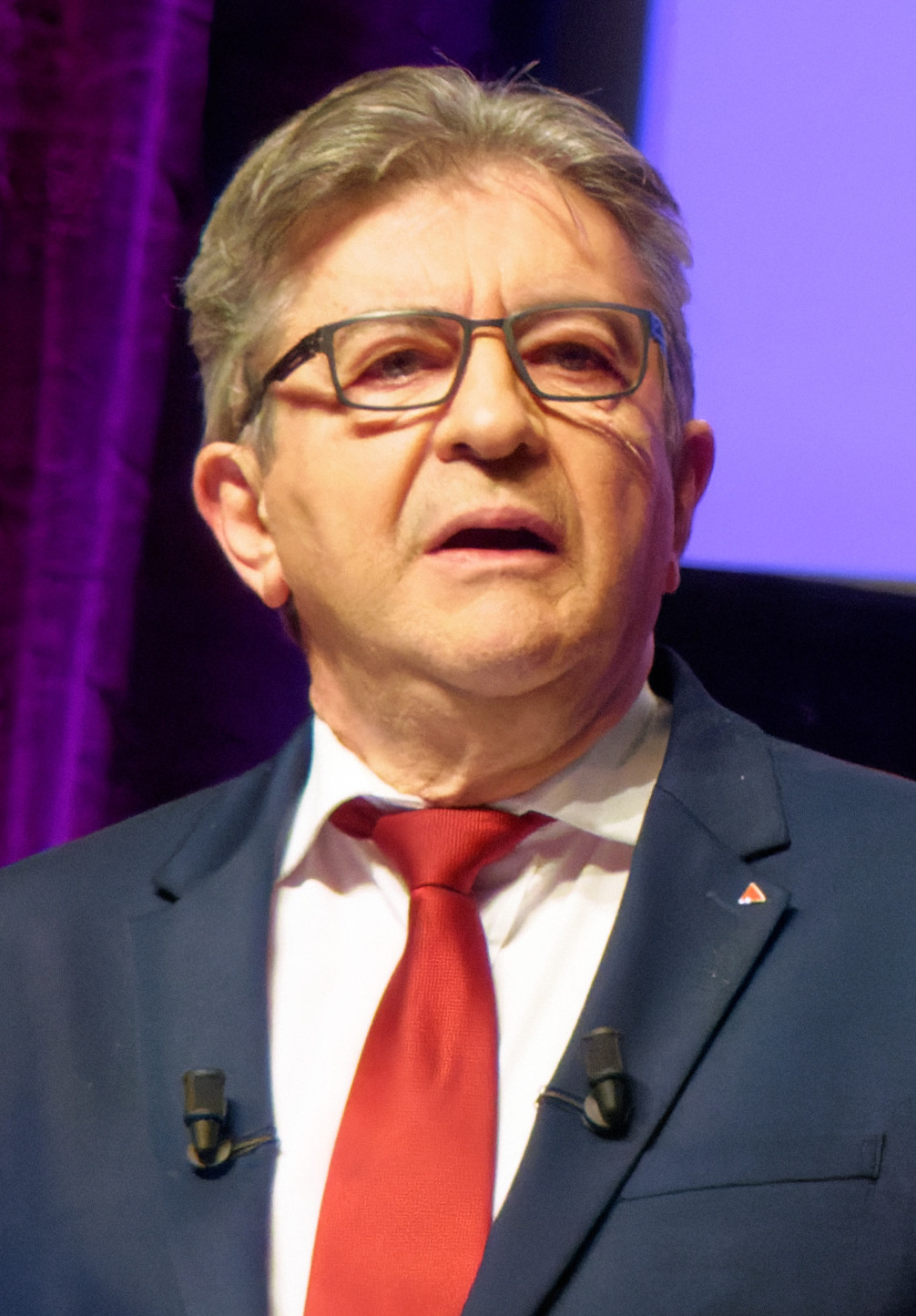
Jean-Luc Mélenchon em 2022

Oponentes da Nova Frente Popular exploraram a incerteza sobre quem seria nomeado primeiro-ministro em caso de vitória da esquerda, alertando sobre a ameaça de nomeação de Jean-Luc Mélenchon, dada sua recusa em se afastar do cargo; embora em 22 de junho ele tenha dito que estaria disposto a ser nomeado primeiro-ministro, afirmou que "não se imporia", mesmo que muitos outros nomes de possíveis nomeados tenham circulado. Outras figuras da esquerda, embora relutantes em abordar a questão de quem elas acreditavam que deveria ser primeiro-ministro, ficaram surpresas com seus comentários: o ex-presidente François Hollande, concorrendo na 1ª circunscrição de Corrèze, opinou que Mélenchon deveria "calar a boca", o ex-primeiro-ministro Lionel Jospin disse que estava ouvindo "praticamente em todos os lugares, e particularmente dos eleitores da esquerda" que "Jean-Luc Mélenchon não é a solução", Fabien Roussel divulgou uma declaração dizendo que "a nomeação de Mélenchon para o cargo de primeiro-ministro, [especulação sobre a qual] ele próprio está alimentando, nunca foi objeto de um acordo entre as forças da Frente Popular", Marine Tondelier, entrevistada na LCI sobre os comentários de Mélenchon, pintou um retrato genérico dos atributos do primeiro-ministro ideal, concluindo com "e, por último, alguém que una". Em uma pesquisa pré-eleitoral da Elabe, apenas 16% dos entrevistados – incluindo apenas 49% dos eleitores de Mélenchon em 2022, 24% dos apoiadores dos partidos verdes e 17% dos apoiadores do Partido Socialista – indicaram que seriam favoráveis à sua nomeação como primeiro-ministro, em comparação com 83% contra a ideia.
Conflitos internos tornaram-se públicos em 24 de junho, começando com os comentários do líder do PCF, Fabien Roussel, pela manhã: "Digo isso a Jean-Luc Mélenchon: ninguém pode se proclamar primeiro-ministro", ao qual ele acrescentou que a Nova Frente Popular precisava da "personalidade mais unificadora" para liderá-los na próxima Assembleia Nacional, que, segundo ele, claramente não seria Mélenchon, comentários que também foram ecoados por Faure. Essas declarações foram seguidas por Tondelier, que declarou que Mélenchon não seria primeiro-ministro, e que qualquer primeiro-ministro teria que ser escolhido por consenso entre as forças da Nova Frente Popular, mas ela foi quase imediatamente rebatida pelo coordenador nacional do LFI, Manuel Bompard, que argumentou que "ninguém pode decidir excluir" Mélenchon. Em entrevistas consecutivas na noite da France 2, o cofundador do Place Publique e MEP, Raphaël Glucksmann, ecoou os comentários de Tondelier ao declarar definitivamente que "Mélenchon não será primeiro-ministro", mesmo enquanto Mélenchon dizia a Hollande para "calar a boca" em resposta aos seus comentários no dia anterior, reclamava que a especulação era devido a "ciúmes" de outros na esquerda e lamentava o fato de ter que ceder 100 circunscrições adicionais para candidatos do PS em comparação com a Nova União Popular Ecológica e Social (NUPES) em 2022, porque a lista de Glucksmann superou a lista do LFI nas eleições europeias anteriores. Entrevistado em 26 de junho, Faure disse que Mélenchon não seria primeiro-ministro, e este último criticou a "pequena" briga de seus parceiros de aliança e reafirmou que quaisquer decisões sobre quem se tornaria primeiro-ministro só seriam tomadas após as eleições, mas não fechou a porta para a possibilidade de ele buscar o cargo, dizendo "há aqueles que não gostam de mim e outros que gostam de mim". Em 1º de julho, a deputada do LFI Sophia Chikirou declarou que "será ou Mélenchon em Matignon, ou outro" membro do LFI se eles constituírem a maioria dos eleitos de centro-esquerda, devido à sua sensação de que os outros membros da aliança lhes deviam.

#### Ensemble

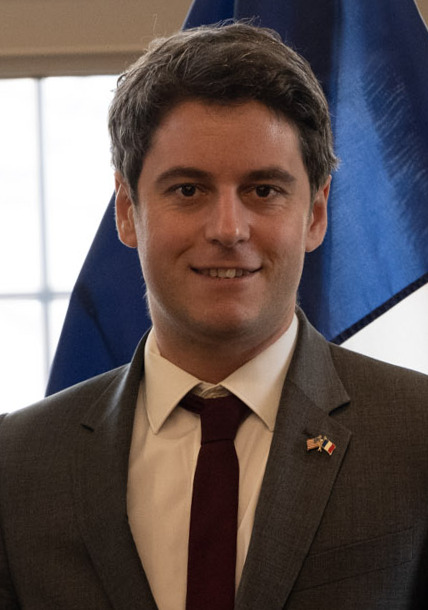
Gabriel Attal em 2023

A coalizão Ensemble (Juntos), composta por Renascimento, Movimento Democrático (MoDem), Horizontes, União dos Democratas e Independentes (UDI) e o Partido Radical, foi renovada após rápidas negociações logo após o anúncio da dissolução.
Logo após a convocação das eleições antecipadas, o Secretário-Geral do Renascimento, Stéphane Séjourné, anunciou que a maioria presidencial apresentaria candidatos contra "outros candidatos republicanos" na esperança de dividir sua oposição, com Clément Beaune naturalmente excluindo La France Insoumise (LFI) e o Rassemblement National (RN) dessa definição. A aliança optou por não apresentar candidatos em 67 circunscrições, muitas das quais eram representadas por incumbentes dos Republicanos (LR), e várias outras do Partido Socialista (PS), bem como membros do grupo Liberdades, Independentes, Ultramar e Territórios (LIOT) na Assembleia Nacional. Em 12 de junho, Emmanuel Macron disse que convocou a eleição para evitar uma vitória da extrema-direita nas eleições presidenciais de 2027. Ele criticou os Republicanos por sua potencial aliança com o RN, bem como a Nova Frente Popular (NFP), e instou todos os partidos "capazes de dizer não aos extremos" a se unirem.
Em uma carta aberta publicada em 23 de junho, Macron escreveu que esperava que "o futuro governo reúna republicanos de diversas sensibilidades que serão conhecidos por sua coragem em se opor aos extremos," reconhecendo a possibilidade de uma coalizão pós-eleitoral. Além disso, em resposta às especulações de que ele poderia renunciar, ele afirmou que permaneceria presidente até maio de 2027. A maioria dos especialistas constitucionais rejeitou a possibilidade de Macron renunciar para evitar um possível impasse legislativo em caso de um resultado eleitoral incerto (com eleições legislativas proibidas dentro de um ano da anterior), considerando que o artigo 6 da constituição proíbe explicitamente presidentes de servirem mais de dois mandatos consecutivos, e tal cenário implicaria que ele buscasse um terceiro, dado que seu mandato atual seria considerado encerrado após tal renúncia.
Em 20 de junho, o Primeiro-Ministro Gabriel Attal prometeu reduzir as contas de eletricidade e impostos sobre herança, vincular pensões à inflação e fornecer ajuda a compradores de imóveis pela primeira vez. Outras propostas que ele apresentou incluíram aumentar o bônus de compartilhamento de valor em até €10.000 por ano, construir 14 novos reatores nucleares, proibir o acesso a redes sociais para menores de 15 anos, reduzir pela metade o uso de pesticidas até 2030 e dobrar o orçamento do exército até 2030. Ecoando as propostas do RN em resposta a uma onda de violência juvenil, Attal também anunciou que buscaria abolir a idade como circunstância atenuante para penalidades estatutárias por padrão, significando que os juízes acusariam crianças infratoras como adultos, a menos que fornecessem explicações sobre por que uma exceção deveria ser concedida. Ao mesmo tempo, ele atacou o programa do RN de "divisão, ódio e estigmatização," e disse que o retrocesso do RN em várias políticas econômicas mostrava que eles "não estavam prontos para governar". Macron também condenou o "racismo desinibido ou o anti-semitismo" da campanha em resposta ao deputado do RN Roger Chudeau dizer que sua ex-colega de gabinete Najat Vallaud-Belkacem não deveria ter podido servir por causa de sua dupla nacionalidade.
Em terceiro lugar nacionalmente, atrás da NFP e RN nas pesquisas pré-eleitorais, Macron e seus aliados decidiram focar seus ataques no programa da Nova Frente Popular antes do primeiro turno e evitar confronto direto contra o RN até o segundo turno. Attal afirmou que a proposta da NFP de aumentar o salário mínimo em 14,3% para um líquido de €1.600 por mês levaria à perda de 500.000 empregos, e o Ministro das Finanças Bruno Le Maire afirmou que seria "uma catástrofe" resultando em "desemprego em massa" se implementada, com a Comissão Europeia tendo acabado de anunciar que se reuniria para lançar o procedimento de déficit excessivo contra a França. Macron denunciou publicamente a postura "totalmente imigracionista" da NFP e criticou as propostas que facilitariam a mudança de estado civil por pessoas transgênero, permitindo que o fizessem em sua prefeitura local como "completamente grotescas", e sua ex-primeira-ministra Élisabeth Borne denunciou a aliança como sendo de "wokistas separatistas que apoiam o islamismo e o comunitarismo" com um programa sem sentido e políticas econômicas desastrosas.
Um tema recorrente da campanha do Conjunto foi a disposição de seus protagonistas em traçar equivalências entre a Nova Frente Popular e o Rassemblement National. Em 21 de junho, Macron argumentou que, "contrariamente ao que alguns dizem," a esquerda e o RN não são "baluartes um do outro ... há extremos que não devemos permitir que passem". O ministro das Finanças, Bruno Le Maire, alertou que uma vitória da extrema-direita ou da esquerda poderia causar uma crise financeira, criticando ambos os programas econômicos como "projetos de esquerda inspirados pelo marxismo". Em uma entrevista em 24 de junho, a ministra da Igualdade de Gênero, Aurore Bergé, comentou que "o melhor baluarte, especialmente contra a Frente Popular, não é o RN, somos nós," e, como Macron, se recusou a dar instruções de votação no segundo turno em apoio a qualquer um dos "extremos" representados pela Nova Frente Popular e RN antes do primeiro turno. Em um episódio de podcast lançado no mesmo dia, Macron alertou que os "dois extremos" levariam a França "à guerra civil," seja por causa da xenofobia do RN ou do comunitarismo da esquerda.
Muitos dos assessores mais próximos de Macron expressaram publicamente desânimo com sua decisão de dissolver a Assembleia Nacional nos dias após seu anúncio surpresa. Yaël Braun-Pivet, presidente da Assembleia Nacional antes da dissolução, discordou privadamente da decisão e tentou dissuadi-lo, dizendo que acreditava que uma coalizão era possível. O Ministro das Finanças, Bruno Le Maire, criticou a comitiva de Macron no Élysée como "térmitas," e seu ex-primeiro-ministro Édouard Philippe, chefe do partido Horizontes dentro da aliança Conjunto, disse que Macron havia "matado a maioria presidencial" através de sua decisão imprudente. Deputados saindo da Conjunto expressaram exasperação com Macron, com um comentando que "Eu gostaria que ele calasse a boca e nos deixasse sair da confusão em que nos meteu;" François Bayrou, líder do membro da aliança MoDem, considerou necessário "desmacronizar a campanha", e os candidatos ficaram "cansados" com a recusa de Macron em cumprir sua promessa de ficar fora da campanha.
À medida que as classificações de popularidade de Macron caíam para seu nível mais baixo em pesquisas pós-dissolução, com Frédéric Dabi observando que a maioria dos entrevistados em uma pesquisa Ifop-JDD caracterizou a decisão como "incompreensível," "irrefletida" ou "irresponsável" e 70% em uma pesquisa BVA Xsight-RTL declarando que não queriam Macron envolvido na campanha, os candidatos da Conjunto mantiveram um foco local, com imagens de Macron quase totalmente ausentes dos cartazes de campanha: apenas um em 22 cartazes de ministros do governo apresentava sua imagem. Junto com Philippe, Le Maire e o Ministro do Interior Gérald Darmanin (que anunciou que deixaria o governo se fosse reeleito para a Assembleia Nacional), muitos dos primeiros apoiadores de Macron se distanciaram dele, e ele enfrentou rejeição crescente entre ex-aliados frustrados com suas travessuras e declarações públicas.

#### Os Republicanos

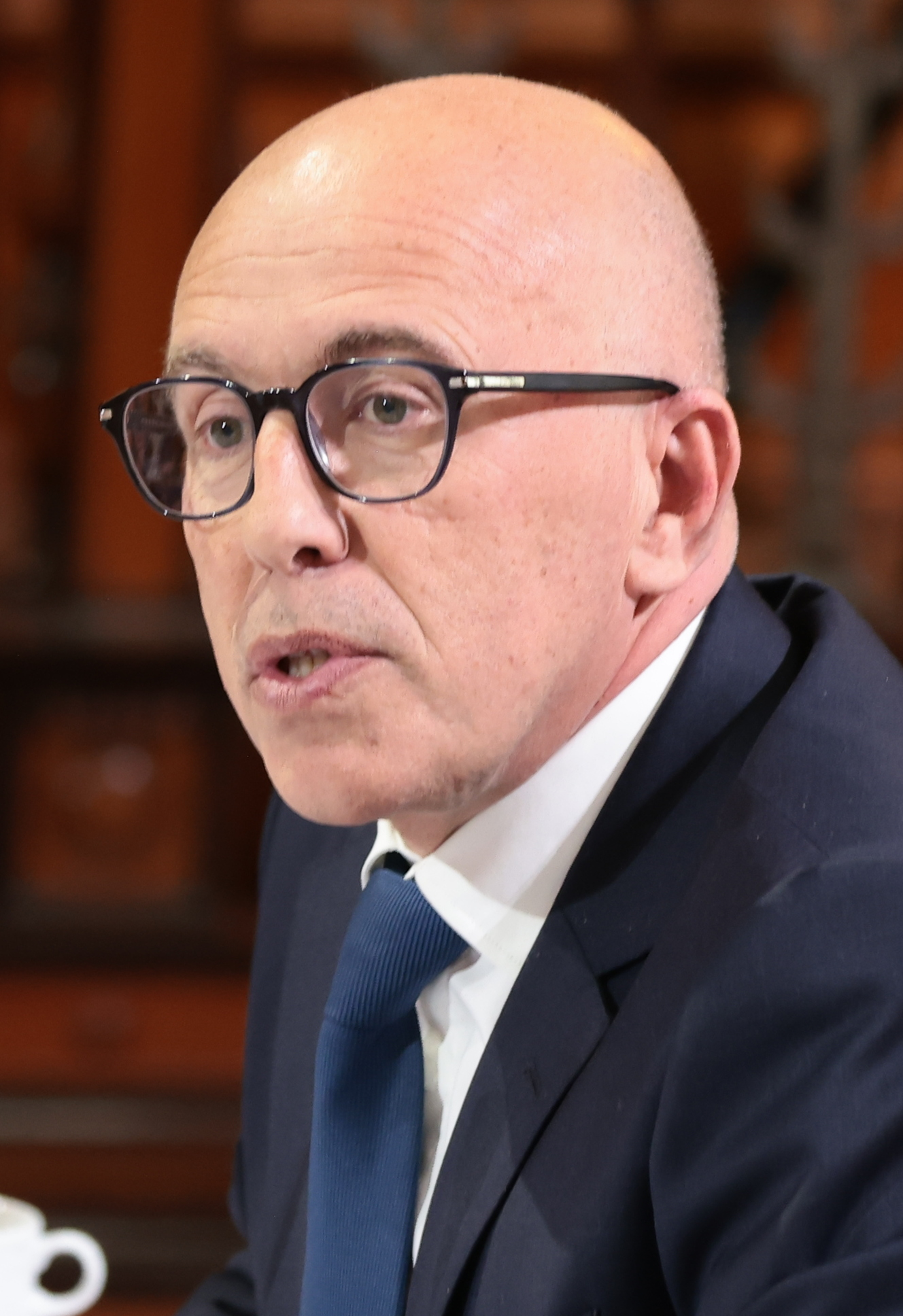
Éric Ciotti em 2023

O presidente d'Os Republicanos (LR), Éric Ciotti, se manifestou a favor de uma aliança com o Reagrupamento Nacional (RN) durante uma entrevista em 11 de junho ao canal francês TF1. Olivier Marleix, líder do partido na Assembleia Nacional, pediu a renúncia de Ciotti em resposta. Em 12 de junho, o comitê político de Os Republicanos votou unanimemente para remover Ciotti da presidência e expulsá-lo do partido. No entanto, este rejeitou a decisão, chamando-a de "uma flagrante violação dos nossos estatutos" que era ilegal e nula. Um tribunal de Paris revisou a decisão em 14 de junho, reintegrando Ciotti como líder do partido e como membro do mesmo, seguida por duas tentativas abortivas adicionais de removê-lo, enquanto a filial local de Os Republicanos em Altos do Sena anunciou uma aliança local com o Renascimento. Em 17 de junho, Ciotti garantiu um acordo com o RN para apresentar 62 candidatos (depois 63), nenhum dos quais são deputados atuais do LR, exceto ele mesmo e sua aliada próxima Christelle d'Intorni, enquanto o comitê nacional de investidura do LR revelou candidatos na maioria das outras circunscrições, incluindo todos os outros deputados incumbentes que buscam reeleição, além de apresentar candidatos contra Ciotti e d'Intorni. Como Ciotti solicitou que o banco do partido exigisse sua autorização para qualquer transação, os candidatos do LR não estão recebendo nenhum apoio financeiro do partido.
Sem um programa eleitoral nacional detalhado, a maioria dos candidatos do LR optou por fazer campanha principalmente em questões concernentes às suas circunscrições, contando com suas fortes raízes locais e reconhecimento de nome para lutar pela sobrevivência, e mantendo distância do drama que envolve as outras três principais forças políticas e a aliança de Ciotti com o RN. Numerosos deputados incumbentes do LR recusaram-se a apresentar o logotipo do partido em seus materiais de campanha, mantiveram-se fora da mídia nacional e tentaram se retratar como independentes de qualquer partido, com Aurélien Pradié escolhendo se descrever em panfletos como "uma voz forte, uma voz livre", antes de anunciar que concorreria apenas sob o rótulo de seu micro-partido Du courage em 26 de junho, declarando em uma entrevista ao La Dépêche que "o Gaullismo não está morto, está mais vivo do que nunca, mas o LR está morto". Esta visibilidade reduzida também foi produto das circunstâncias altamente variadas dos candidatos do LR, com 63 investidos como parte da aliança LR-RN, cerca de 400 investidos pelo comitê nacional de investidura do partido, e 39 outros candidatos (incluindo 26 incumbentes) completamente não desafiados pela coalizão Ensemble devido ao seu alinhamento "construtivo" com as políticas de Macron. Mesmo figuras com um perfil nacional significativo, como o ex-presidente do partido Laurent Wauquiez, ameaçado pela possibilidade de uma onda do RN, buscaram manter-se fora dos holofotes nacionais e focaram em evitar serem engolidos pela tripolarização do eleitorado.

#### Reagrupamento Nacional

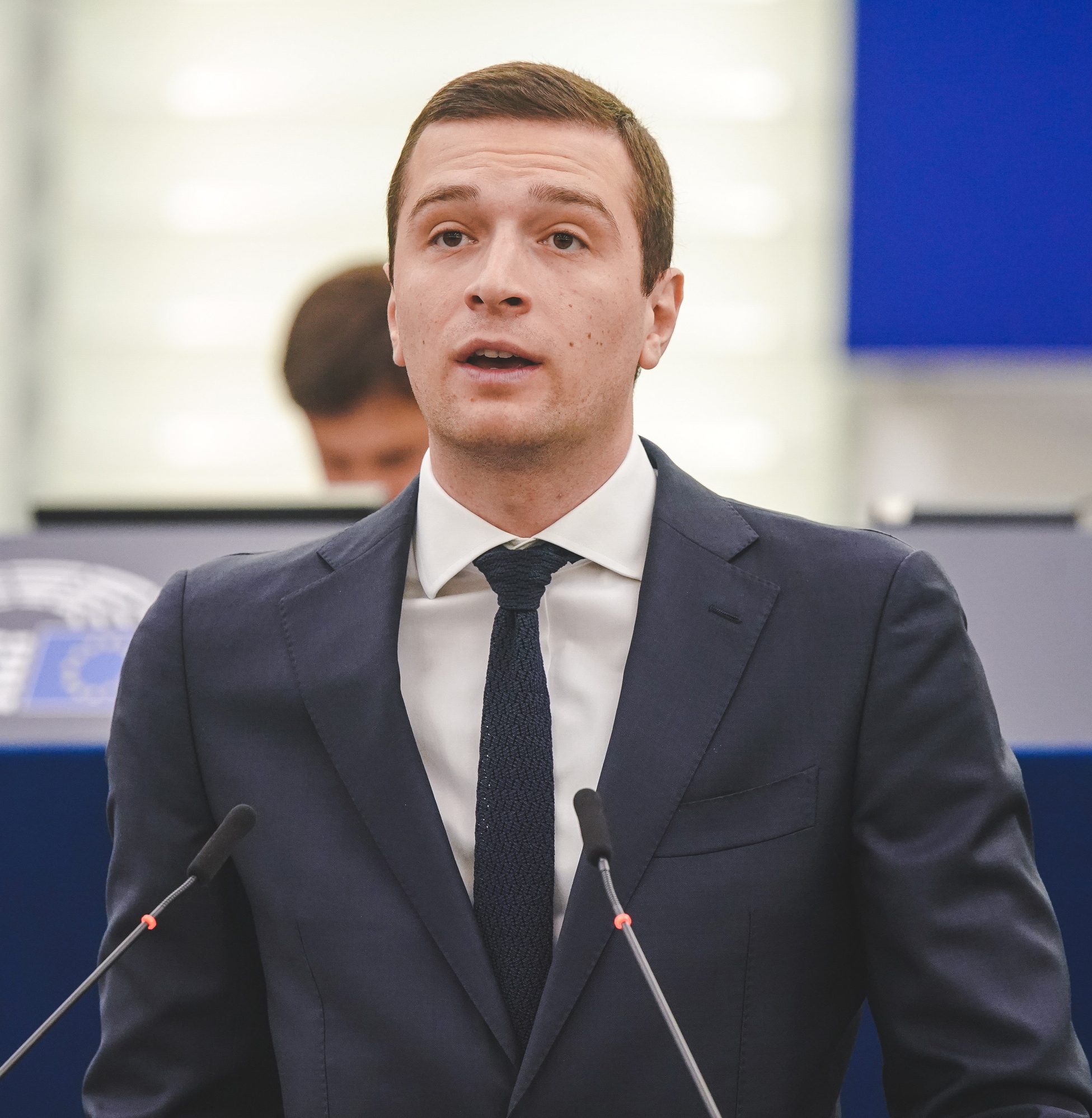
Jordan Bardella em 2022

Oito dos 30 eurodeputados do Rassemblement National (RN) recém-eleitos para o Parlamento Europeu em junho de 2024 decidiram concorrer nas eleições nacionais. Como é impossível ocupar ambos os cargos simultaneamente, em caso de vitória nas eleições legislativas, eles serão substituídos por outros membros do partido mais abaixo na lista.
Marine Le Pen prometeu que o Reagrupamento Nacional formaria um "governo de unidade nacional" caso vencesse as eleições . Em uma entrevista ao La Voix du Nord, ela indicou que estava aberta à possibilidade de nomeações para figuras da esquerda em um governo liderado pelo RN . Ao mesmo tempo, o líder do partido, Jordan Bardella, afirmou ser "o único capaz de bloquear Jean-Luc Mélenchon e a extrema esquerda" e instou "todas as forças patrióticas da república" a se unirem para impedir a vitória da esquerda nas eleições. Ele também prometeu aprovar uma lei de imigração que permitisse a deportação de "delinquentes e islamistas" e reduzir os custos de energia como primeiro-ministro . Em uma entrevista ao Le Monde, Le Pen confirmou que Bardella não buscaria o posto de primeiro-ministro na ausência de uma maioria absoluta.
No dia 18 de junho, Bardella instou os eleitores a darem ao seu partido uma "maioria absoluta" para que ele pudesse governar de forma eficaz, ao mesmo tempo em que prometeu reduzir os impostos sobre a energia de 20% para 5,5%. Bardella prometeu manter os compromissos militares da França com a OTAN e apoiar a Ucrânia contra a invasão russa, mas descartou o envio de mísseis de longo alcance e outras armas que pudessem ser usadas para atacar o território russo. Aludindo à possibilidade de Emmanuel Macron enviar forças terrestres para a Ucrânia, Le Pen considerou o título de Macron de "comandante-em-chefe das forças armadas" como "honorário", dado que tanto os chefes de Estado quanto de governo precisam tomar a maioria das decisões de defesa, embora especialistas em direito constitucional tenham observado que a aprovação do presidente ainda é necessária para o uso de armas nucleares.
Devido a preocupações com a reação pública e preocupações de investidores, o RN suavizou e adiou alguns elementos de suas propostas econômicas iniciais, incluindo as isenções fiscais planejadas para menores de 30 anos e a abolição do imposto sobre valor agregado (IVA) em 100 produtos essenciais, e as propostas para aumentar os salários dos professores também foram adiadas. Apesar das alegações iniciais em contrário, Bardella reafirmou em 17 de junho que o RN pretendia revogar a reforma da previdência de 2023 e reduzir a idade legal de aposentadoria para 60 anos, mas apenas para aqueles que começaram a trabalhar antes dos 20 anos. Em uma entrevista ao Le Journal du Dimanche publicada em 22 de junho, Bardella anunciou que, como primeiro-ministro, iniciaria uma auditoria orçamentária nacional e convocaria um referendo constitucional para garantir reduções nos fluxos migratórios em 2027. Ele também declarou que não apoiava o Frexit e garantiu que, após a aliança, membros d'os Republicanos (LR) apoiados conjuntamente por Éric Ciotti e o RN seriam incluídos em seu governo.
Bardella apresentou oficialmente o programa do RN em 24 de junho, incluindo medidas para introduzir sentenças obrigatórias, acabar com os benefícios infantis para pais de menores reincidentes e sentenciar criminosos juvenis a penas curtas de prisão em centros educacionais fechados para crianças. Ele confirmou que o RN continuava a pretender abolir o jus soli porque "a aquisição automática da nacionalidade francesa não é mais justificada em um mundo de 8 bilhões de pessoas, [com] nossas lutas diárias de nossa incapacidade de integrá-los e assimilá-los se multiplicando em nosso solo," e expressou seu desejo de tanto "restabelecer o crime de estadias ilegais" quanto concretizar essas propostas na constituição "para também torná-las intocáveis pela jurisprudência europeia ou internacional" através de um referendo nacional. Além disso, declarou que examinaria "gastos que incentivam a imigração" e "certas brechas fiscais caras e abusivas," e que a reversão da reforma da previdência de Macron seria implementada gradualmente, mudando a idade legal de aposentadoria para 62 anos para aqueles que trabalharam por pelo menos 40 anos. O partido é contra medidas para combater as mudanças climáticas e proteger o meio ambiente.
Outras propostas do RN incluíam buscar fornecer incentivos para profissionais de saúde trabalharem em áreas carentes e para aposentados voltarem ao trabalho, reduzir impostos sobre a agricultura, privatizar a mídia nacional francesa, aumentar as taxas de fertilidade permitindo que os pais reivindiquem seus dois primeiros filhos como uma cota completa, em vez da cota atual de meia parte, para fins de cálculos de imposto de renda pessoal, eliminar impostos sobre herança para famílias de baixa renda, continuar a não reconhecer a Palestina como um estado, já que, em sua opinião, "reconhecer a Palestina seria reconhecer o terrorismo", impor moratórias em novas fazendas eólicas e no fechamento de instalações de saúde, proibir produtos agrícolas que não atendam aos padrões dos produtos nacionais e garantir que apenas cidadãos franceses sejam elegíveis para alguns empregos de segurança e defesa, após um anúncio anterior de que cidadãos com dupla nacionalidade seriam proibidos de ocupar tais empregos "sensíveis". Após a indignação causada pelos comentários do deputado do RN Roger Chudeau de que cidadãos com dupla nacionalidade (especificamente Najat Vallaud-Belkacem) não deveriam ocupar cargos ministeriais, Le Pen repudiou a ideia de restringir cargos ministeriais com base na dupla nacionalidade e acrescentou que os comentários de Chudeau eram contrários ao programa do RN.

#### Outros partidos políticos
Marion Maréchal, uma candidata de extrema-direita do Reconquête na eleição anterior para o Parlamento Europeu, encontrou-se com sua tia Marine Le Pen e Jordan Bardella, líderes do Reagrupamento Nacional (RN), em 10 de junho, para discutir uma possível aliança de extrema-direita durante a eleição legislativa. Após a reunião, Maréchal indicou que Bardella era contra uma aliança com o Reconquête, pois seu partido não queria ser associado ao líder do Reconquête, Éric Zemmour; independentemente disso, ela anunciou seu apoio ao RN. Em 12 de junho, Zemmour anunciou que estava expulsando Maréchal do partido. O partido decidiu apresentar candidatos em 330 circunscrições, decidindo não apresentar candidatos nas circunscrições onde candidatos ideologicamente semelhantes tinham maiores chances de vitória.
Debout la France contestou apenas 107 circunscrições, apoiando candidatos apoiados pelo RN em outros lugares, e o líder do partido, Nicolas Dupont-Aignan, expressou seu apoio à aliança entre Éric Ciotti e o RN.
O partido trotskista Lutte Ouvrière apresentou candidatos em 550 circunscrições. Outros partidos que apresentaram um número de candidatos de dois dígitos, segundo uma análise do Le Monde, incluem o Novo Partido Anticapitalista com 30 candidatos, Ecology at the Centre com 23 candidatos, Unser Land com 14 candidatos e Résistons! com 12 candidatos. O Partido Animalista, que conseguiu apresentar candidatos em 421 circunscrições em 2022, anunciou que não tentaria apresentar candidatos com tão pouco tempo antes da primeira rodada da eleição legislativa de 2024.

### Incidentes e controvérsias dos candidatos

#### Racismo, antissemitismo e discurso de ódio

##### Contra candidatos
A campanha foi marcada por numerosos incidentes de abuso racial e antissemita. Em 17 de junho, Hanane Mansouri, membro dos Republicanos (LR) apoiada pelo Reagrupamento Nacional (RN) para a 8ª circunscrição de Isère, revelou que foi inundada por abusos racistas antiárabes após a confirmação de sua candidatura. Yasmina Samri, candidata da França Insubmissa (LFI) concorrendo na 1ª circunscrição de Carântono Marítimo, decidiu encerrar sua candidatura após receber inúmeros insultos racistas e ameaças. Enquanto fazia campanha em Marselha para a Nova Frente Popular em 20 de junho, Raphaël Glucksmann, acompanhado pela jornalista Léa Salamé, foi gravado sendo chamado de "vergonha como judeu" por um eleitor após tentar lhe entregar um folheto. Posteriormente, ele revelou que seu número de telefone foi vazado em grupos do Telegram e ele estava sendo bombardeado com mensagens odiosas tanto de membros da extrema-direita judaica, indignados com seu envolvimento na aliança, quanto de pessoas da esquerda que alegavam que ele era um sionista pró-Netanyahu com base em seu sobrenome asquenaze.
Em 24 de junho, Shannon Seban, candidata do Renascimento para a 10ª circunscrição de Val do Marne, anunciou que registrou uma queixa policial em resposta a um grupo de participantes de um festival pró-Palestina gritando "fora, suja sionista" para ela. Em Calvados, os cartazes de campanha da deputada eleita do LFI, Emma Fourreau, e do candidato da 6ª circunscrição, Noé Gauchard, foram desfigurados com suásticas e símbolos neonazistas, assim como os do candidato d'os Ecologistas (LE) Guillaume Hédouin na 1ª circunscrição de Manche, juntamente com a palavra "Islã", enquanto os de Pascaline Lécorché do Place Publique na 1ª circunscrição de Vocas do Ródano foram cobertos com adesivos de "candidatos do Hamas". No dia do primeiro turno, Roxane Lundy, candidata pelo Génération.s na 1ª circunscrição de Oise, descobriu que seus cartazes de campanha em Beauvais e Maignelay-Montigny haviam sido desfigurados com suásticas.

##### Por candidatos
Em 17 de junho, o Libération relatou que Marie-Christine Sorin, candidata do RN para a 1ª circunscrição de Altos Pirenéus, fez um tweet em janeiro dizendo "Não, nem todas as civilizações são iguais ... [algumas] ficaram abaixo da bestialidade na cadeia evolutiva". O RN inicialmente suspendeu seu apoio a Joseph Martin, candidato para a 1ª circunscrição de Morbihan, após a descoberta de um tweet de 2018 dizendo "O gás trouxe justiça às vítimas do Holocausto" mas o reintegrou depois que ele explicou que se referia à morte do negacionista do Holocausto Robert Faurisson no dia anterior. Em 19 de junho, a facção pró-Éric Ciotti do LR retirou seu apoio a Louis-Joseph Pecher, apoiado conjuntamente pelo RN na 5ª circunscrição de Meurthe-et-Moselle, devido ao seu histórico de "comentários antissemitas, homofóbicos e odiosos." Outro candidato pró-Ciotti do LR apoiado pelo RN, Gilles Bourdouleix, foi previamente condenado por apoiar crimes contra a humanidade em 2014 por dizer que "Hitler não matou o suficiente" de pessoas ciganas, embora sua sentença tenha sido suspensa com base no fato de que ele nunca teve a intenção de que seus comentários fossem tornados públicos.
Em 25 de junho, Pascal Schneider, prefeito de Neuves-Maisons, apresentou uma queixa ao procurador contra Pierre-Nicolas Nups, candidato do Partido da França na 5ª circunscrição de Meurthe-et-Moselle, por cartazes eleitorais apresentando um menino branco com olhos azuis e cabelos loiros com a frase "Vamos dar um futuro às crianças brancas". Em 26 de junho, o líder do Reconquête, Éric Zemmour, compartilhou um vídeo dele acompanhando o ritmo da música "Je partira pas" ("Eu não vou [sic] sair"), que apresenta várias letras abertamente xenófobas, com o áudio da música – remixando os gritos de um homem sendo apreendido pela polícia enquanto era levado de um avião em um vídeo viral – ao fundo. Embora a música, supostamente criada por IA por um artista sob o nome "Crazy-Girl", tenha sido removida por violar as diretrizes de conteúdo do TikTok, ela se espalhou amplamente nas redes sociais e foi denunciada pelo líder do Partido Comunista Francês, Fabien Roussel. A SOS Racisme anunciou que apresentou uma queixa às autoridades em relação à música por incitamento ao ódio. O RN também denunciou as "chamadas para assassinato, misoginia violenta, antissemitismo grosseiro e conspiracionismo" das letras de "No Pasarán", lançada por um coletivo de rappers opostos à extrema-direita após o primeiro turno.
Thierry Dussud do RN, suplente do candidato do LR alinhado a Ciotti e apoiado pelo RN na 2ª circunscrição de Ardèche, Vincent Trébuchet, anunciou em 26 de junho que renunciaria após postagens racistas e antissemitas que ele fez ressurgirem, incluindo uma em que declarou "Vamos devolver os africanos para a África." Além dos 20 candidatos do RN identificados pelo Libération como tendo feito comentários racistas, antissemitas e discriminatórios nas redes sociais, o Mediapart também descobriu postagens semelhantes de outros 24 candidatos do RN usando seus nomes reais. Em 27 de junho, o LFI retirou seu apoio a Reda Belkadi, candidato para a 1ª circunscrição de Loir-et-Cher, após a descoberta de seus tweets passados antissemitas e homofóbicos, incluindo insultos antijudaicos e antigays.
Em 1º de julho, Paule Veyre de Soras, candidata do RN para a 1ª circunscrição de Mayenne, pediu desculpas por seus comentários de que "meu oftalmologista é judeu e meu dentista é muçulmano" em resposta a uma pergunta de um jornalista sobre racismo dentro de seu partido. Em 2 de julho, Ludivine Daoudi, candidata do RN para a 1ª circunscrição de Calvados, retirou-se após seu oponente do NFP divulgar imagens dela usando um boné da Luftwaffe com uma suástica. No mesmo dia, Daniel Grenon, deputado incumbente do RN para a 1ª circunscrição de Yonne, foi encaminhado ao procurador por dizer durante um debate que "Os norte-africanos chegaram ao poder em 2016 ... [eles] não têm lugar em cargos elevados."
Após o jornal regional La Montagne descobrir postagens racistas nas redes sociais de Isabelle Dupré, candidata do RN para a 2ª circunscrição de Puy-de-Dôme, ela respondeu "Se eu for eleita, pararei com o humor racista." A reportagem também descobriu fotos nas quais Julie Apricena, suplente de Pierre Gentillet, candidato do RN para a 3ª circunscrição de Cher, estava acompanhada de skinheads neonazistas e vestindo uma camiseta com a inscrição "Orgulho Branco, Mundo Branco." Em 3 de julho, Jean-Yves Le Boulanger, candidato do RN para a 5ª circunscrição de Côtes-d'Armor, negou ser "fascista" porque ele tem "amigos de cor" e não usou sua motocicleta para atropelar "um padre de cor que o abençoou." No mesmo dia, Laurent Gnaedig, candidato do RN para a 1ª circunscrição de Haut-Rhin, disse acreditar que os comentários de Jean-Marie Le Pen de que as câmaras de gás eram apenas "um detalhe" da Segunda Guerra Mundial não eram antissemitas, e acrescentou que tinha "dúvidas" sobre a condenação de Le Pen por desconsiderar crimes contra a humanidade. Um funcionário público de origem marroquina acusou Philippe Torre, candidato do RN para a 2ª circunscrição de Aisne, de fazer declarações racistas em uma altercação em 3 de julho, ao insinuar que ele seria deportado apesar de ser um cidadão francês.

## Resultados

### Resultados nacionais
Os resultados listados abaixo correspondem às classificações feitas pelo Ministério do Interior, que podem diferir ligeiramente dos números relatados por outras fontes devido à reclassificação de candidatos em diferentes partidos e alianças políticas. As diferenças observadas nas notas de rodapé da tabela de resultados nacionais abaixo refletem partidos políticos e alianças atribuídos aos candidatos pelo Le Monde. As classificações do Ministério do Interior geralmente incluem menos candidatos nas agrupações do Ensemble, da Nova Frente Popular e dos Republicanos quando comparadas com o Le Monde e outros meios de comunicação, que optam por não usar as classificações de candidatos do Ministério do Interior; como resultado, os totais oficiais de votos e assentos listados abaixo podem ser menores do que os relatados por essas fontes.
Com base nos resultados finais publicados pelo Ministério do Interior e nas classificações de candidatos do Le Monde, a Nova Frente Popular obteve 182 assentos, em comparação com 168 do Ensemble, 143 candidatos apoiados pelo RN e 45 pelos LR (em comparação com 56 reivindicados pelo partido, devido a diferenças na autoidentificação dos candidatos). Dos 182 deputados da NFP, 74 são atribuídos ao LFI, 59 ao PS, 28 ao LE, 9 ao PCF, 5 ao Génération.s, 5 a deputados da esquerda diversa e 2 a regionalistas.
| Resumo dos resultados das eleições para a Assembleia Nacional Francesa de 30 de junho a 7 de julho de 2024 | Resumo dos resultados das eleições para a Assembleia Nacional Francesa de 30 de junho a 7 de julho de 2024 | Resumo dos resultados das eleições para a Assembleia Nacional Francesa de 30 de junho a 7 de julho de 2024 | Resumo dos resultados das eleições para a Assembleia Nacional Francesa de 30 de junho a 7 de julho de 2024 | Resumo dos resultados das eleições para a Assembleia Nacional Francesa de 30 de junho a 7 de julho de 2024 | Resumo dos resultados das eleições para a Assembleia Nacional Francesa de 30 de junho a 7 de julho de 2024 | Resumo dos resultados das eleições para a Assembleia Nacional Francesa de 30 de junho a 7 de julho de 2024 | Resumo dos resultados das eleições para a Assembleia Nacional Francesa de 30 de junho a 7 de julho de 2024 | Resumo dos resultados das eleições para a Assembleia Nacional Francesa de 30 de junho a 7 de julho de 2024 | Resumo dos resultados das eleições para a Assembleia Nacional Francesa de 30 de junho a 7 de julho de 2024 | Resumo dos resultados das eleições para a Assembleia Nacional Francesa de 30 de junho a 7 de julho de 2024 | Resumo dos resultados das eleições para a Assembleia Nacional Francesa de 30 de junho a 7 de julho de 2024 |
| --- | --- | --- | --- | --- | --- | --- | --- | --- | --- | --- | --- |
| | | | | | | | | | | | |
| Partido ou aliança                                                                                         | Partido ou aliança                                                                                         | Partido ou aliança                                                                                         | Partido ou aliança                                                                                         | Primeiro Turno                                                                                             | Primeiro Turno                                                                                             | Primeiro Turno                                                                                             | Segundo Turno                                                                                              | Segundo Turno                                                                                              | Segundo Turno                                                                                              | Total Ass.                                                                                                 | +/- |
| Partido ou aliança                                                                                         | Partido ou aliança                                                                                         | Partido ou aliança                                                                                         | Partido ou aliança                                                                                         | Votos | % | Ass. | Votos | % | Ass. | Total Ass.                                                                                                 | +/- |
| | Reagrupamento Nacional e aliados                                                                           | | Reagrupamento Nacional                                                                                     | 9.379.092                                                                                                  | 29.26 | 37 | 8.744.080                                                                                                  | 32.05 | 88 | 125 | +36 |
| | Reagrupamento Nacional e aliados                                                                           | União da extrema-direita                                                                                   | 1.268.822                                                                                                  | 3.96 | 1 | 1.364.964                                                                                                  | 5.00 | 16 | 17 | Novo | |
| Total | Total | 10.647.914                                                                                                 | 33.21 | 38 | 10.109.044                                                                                                 | 37.06 | 104 | 142 | +53 | | |
| | Nova Frente Popular                                                                                        | Nova Frente Popular                                                                                        | Nova Frente Popular                                                                                        | 9.042,485                                                                                                  | 28.21 | 32 | 7.039.429                                                                                                  | 25.80 | 148 | 180 | +49 |
| | Juntos pela República (Ensemble)                                                                           | Juntos pela República (Ensemble)                                                                           | Juntos pela República (Ensemble)                                                                           | 6.820.446                                                                                                  | 21.28 | 2 | 6.691.619                                                                                                  | 24.53 | 157 | 159 | –86 |
| | Os Republicanos                                                                                            | Os Republicanos                                                                                            | Os Republicanos                                                                                            | 2.106.166                                                                                                  | 6.57 | 1 | 1.474.650                                                                                                  | 5.41 | 38 | 39 | –25 |
| | Direita diversa                                                                                            | Direita diversa                                                                                            | Direita diversa                                                                                            | 1.154.785                                                                                                  | 3.60 | 2 | 980.818 | 3.60 | 25 | 27 | +17 |
| | Esquerda diversa                                                                                           | Esquerda diversa                                                                                           | Esquerda diversa                                                                                           | 490.898 | 1.53 | 0 | 401.063 | 1.47 | 12 | 12 | –9 |
| | Centro diverso                                                                                             | Centro diverso                                                                                             | Centro diverso                                                                                             | 391.423 | 1.22 | 0 | 177.167 | 0.65 | 6 | 6 | +2 |
| | Extrema-esquerda diversa                                                                                   | Extrema-esquerda diversa                                                                                   | Extrema-esquerda diversa                                                                                   | 366.594 | 1.14 | 0 | | | | 0 | 0 |
| | Regionalista                                                                                               | Regionalista                                                                                               | Regionalista                                                                                               | 310.727 | 0.97 | 0 | 288.202 | 1.06 | 9 | 9 | –1 |
| | Reconquête                                                                                                 | Reconquête                                                                                                 | Reconquête                                                                                                 | 238.934 | 0.75 | 0 | | | | 0 | 0 |
| | Ecologistas                                                                                                | Ecologistas                                                                                                | Ecologistas                                                                                                | 182.478 | 0.57 | 0 | 37.808 | 0.14 | 1 | 1 | – |
| | Diversos                                                                                                   | Diversos                                                                                                   | Diversos                                                                                                   | 142.871 | 0.45 | 0 | 38.025 | 0.14 | 1 | 1 | 0 |
| | Direita soberanista                                                                                        | Direita soberanista                                                                                        | Direita soberanista                                                                                        | 90.110 | 0.28 | 0 | 18.672 | 0.07 | 0 | 0 | –1 |
| | Extrema-direita diversa                                                                                    | Extrema-direita diversa                                                                                    | Extrema-direita diversa                                                                                    | 59.679 | 0.19 | 1 | 23.217 | 0.09 | 0 | 1 | +1 |
| | Partido Radical de Esquerda                                                                                | Partido Radical de Esquerda                                                                                | Partido Radical de Esquerda                                                                                | 12.434 | 0.04 | 0 | | | | 0 | –1 |
| Total | Total | Total | Total | 32.057.944                                                                                                 | 100% | 76 | 27.279.714                                                                                                 | 100% | 501 | 577 | 0 |
| | | | | | | | | | | | |
| Votos válidos                                                                                              | Votos válidos                                                                                              | Votos válidos                                                                                              | Votos válidos                                                                                              | 32.057.944                                                                                                 | 97,41 | | 27.279.714                                                                                                 | 94,50 | | | |
| Votos inválidos                                                                                            | Votos inválidos                                                                                            | Votos inválidos                                                                                            | Votos inválidos                                                                                            | 267.803 | 0,81 | | 393.076 | 1,36 | | | |
| Votos em branco                                                                                            | Votos em branco                                                                                            | Votos em branco                                                                                            | Votos em branco                                                                                            | 582.908 | 1,77 | | 1,194.970                                                                                                  | 4,14 | | | |
| Total de votos                                                                                             | Total de votos                                                                                             | Total de votos                                                                                             | Total de votos                                                                                             | 32.908.655                                                                                                 | 100 | | 28.867.760                                                                                                 | 100 | | | |
| Eleitores registrados/comparecimento                                                                       | Eleitores registrados/comparecimento                                                                       | Eleitores registrados/comparecimento                                                                       | Eleitores registrados/comparecimento                                                                       | 49.332.709                                                                                                 | 66,71 | | 43.328.507                                                                                                 | 66,63 | | | |
| Fonte: Ministério do Interior                                                                              | | | | | | | | | | | |

### Primeiro turno
A participação no primeiro turno das eleições legislativas foi excepcionalmente alta, incluindo 2,7 milhões de pedidos de voto por procuração, com os institutos de pesquisa estimando que a participação final seria a maior para o primeiro turno de uma eleição legislativa desde 1997, o que foi confirmado nos resultados provisórios com uma participação de 66,71%. No primeiro turno, o RN e seus aliados garantiram a maior parte dos votos com 33,21%, seguidos pelos partidos da Nova Frente Popular com 28,21%, aqueles do Ensemble com 21,28%, e os candidatos do LR com 6,57%, com uma participação total de 66,71%.
Com base nos resultados do primeiro turno (sem levar em conta as desistências de candidatos após o primeiro turno), 306 distritos eleitorais foram para disputas de três candidatos e 5 para disputas de quatro candidatos, com apenas 89 disputas de três candidatos e 2 de quatro candidatos restantes após as desistências de candidatos anunciadas antes do prazo de registro para o segundo turno. Um total de 76 candidatos foram eleitos diretamente no primeiro turno, e candidatos apoiados pelo RN qualificaram-se para o segundo turno em 444 outros distritos, em comparação com 415 para a NFP, 321 para o Ensemble e 63 para o LR (de acordo com as classificações de candidatos por afiliação política do Le Monde).

### Segundo turno
Os resultados preliminares indicaram uma participação no segundo turno de 66,63%, o nível mais alto desde 1997.
Contrariando as projeções pré-eleitorais, os candidatos apoiados pela NFP ganharam o maior número de assentos após o segundo turno, com os candidatos do Ensemble também superando as expectativas ao ficar em segundo lugar, à frente dos candidatos apoiados pelo RN, que ficaram em terceiro, seguidos pelos candidatos do LR em quarto lugar. De acordo com a classificação dos candidatos pelo Ministério do Interior, os candidatos pertencentes aos partidos da NFP receberam 180 assentos (bem abaixo dos 289 necessários para a maioria), em comparação com 159 para aqueles pertencentes aos partidos do Ensemble, 142 para candidatos apoiados pelo RN e 39 para candidatos do LR, resultando em nenhum partido controlando a maioria parlamentar. As classificações não oficiais da afiliação dos candidatos podem diferir ligeiramente daquelas usadas pelo Ministério do Interior: segundo a análise do Le Monde, 182 candidatos afiliados à NFP foram eleitos, em comparação com 168 para o Ensemble, 143 para o RN e 45 para o LR, com 80 distritos eleitorais se deslocando para a direita e 75 para a esquerda. O PS mais que dobrou o número de deputados eleitos em comparação com 2022, e o RN ganhou o segundo maior número de assentos, enquanto o Renaissance sofreu as perdas mais significativas de qualquer partido individual.
Uma pesquisa da Ipsos sugeriu que a "frente republicana" contra o RN permaneceu bastante forte no segundo turno, com os eleitores do primeiro turno da NFP apoiando os candidatos do Ensemble sobre os do RN por uma margem de 72%–3% nos duelos do segundo turno, e os eleitores do primeiro turno do Ensemble apoiando os candidatos do PS/LE/PCF sobre os do RN por uma margem de 54%–15% nos duelos do segundo turno. Os eleitores da NFP também apoiaram os candidatos do LR sobre os do RN nos duelos do segundo turno por uma margem de 70%–2%, e os eleitores do Ensemble por uma margem de 79%–4%. Mesmo no caso de duelos LFI–RN, os eleitores do primeiro turno do Ensemble apoiaram os candidatos do LFI sobre os do RN por uma margem de 43%–19%.
O número de mulheres eleitas para a Assembleia Nacional diminuiu pela segunda eleição consecutiva, de 215 em 2022 para 208 (36%).
Pela primeira vez na sua história, o RN conseguiu eleger candidatos em circunscrições ultramarinas: Anchya Bamana, concorrendo na 2ª circunscrição de Mayotte, e Joseph Rivière, concorrendo na 3ª circunscrição de Reunião, ambos ganharam um assento na Assembleia Nacional. O resultado em Mayotte esteve ligado à crise política que afetou a região no início de 2024.
Emmanuel Tjibaou, filho do falecido líder independentista canaque Jean-Marie Tjibaou, foi eleito para a Assembleia Nacional pela 2ª circunscrição da Nova Caledônia: no processo, ele se tornou o primeiro candidato pró-independência a ganhar um assento desde 1986, e sua vitória foi vista como um revés para o movimento lealista francês na Nova Caledônia, após os distúrbios civis em todo o arquipélago no início do ano. Peio Dufau tornou-se o primeiro candidato abertzale de esquerda a ser eleito para a Assembleia Nacional, tendo concorrido sob a bandeira da Euskal Herria Bai (EH Bai), apoiado pela NFP, na 6ª circunscrição dos Pirenéus Atlânticos.

## Consequências

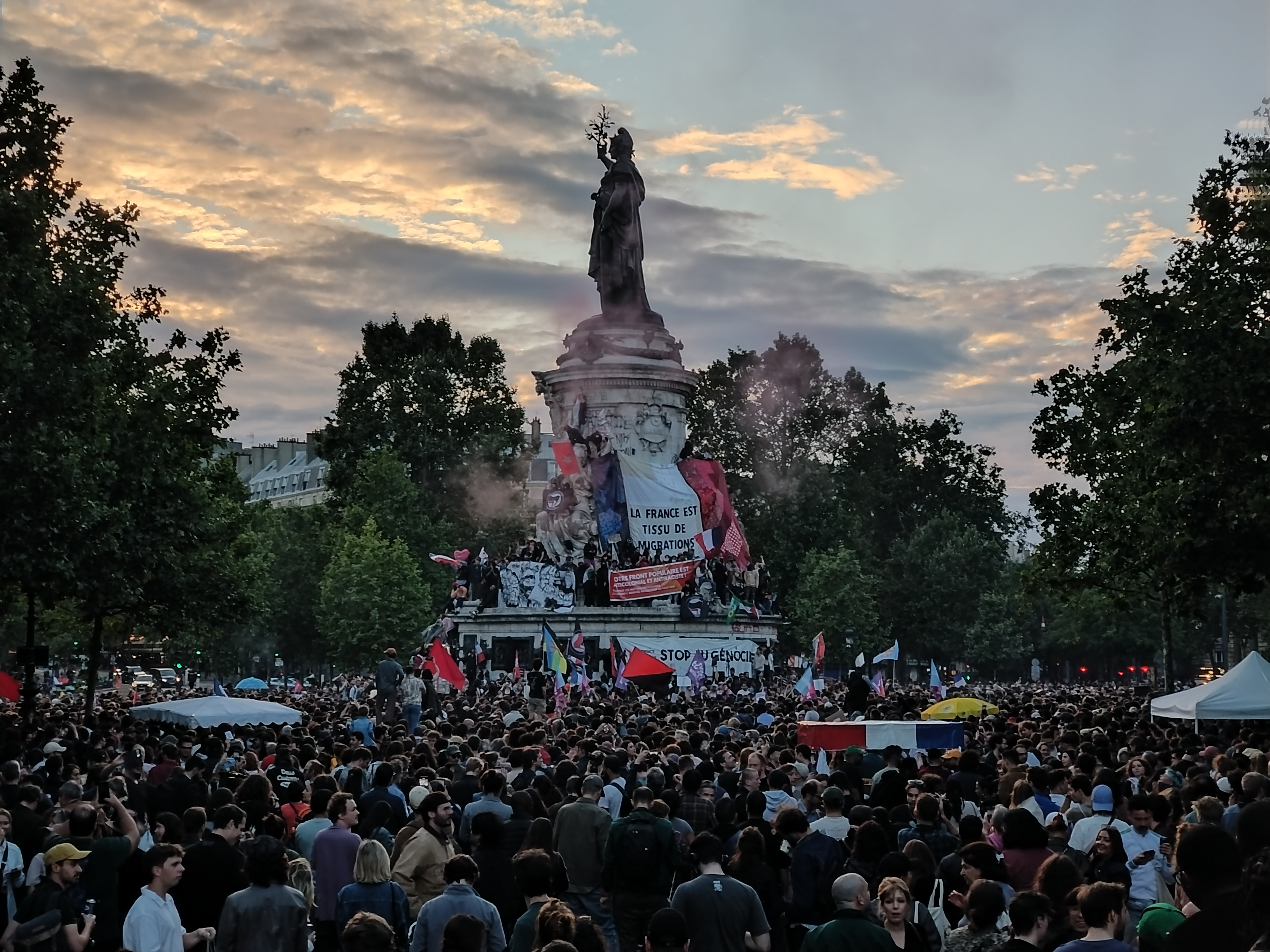
Celebrações na Praça da República em Paris em 7 de julho

Embora o presidente da França teoricamente tenha o poder de nomear qualquer pessoa como primeiro-ministro, a probabilidade de uma moção de desconfiança significa que, na prática, a tradição dita que o presidente deve nomear alguém de um bloco político com maioria absoluta de assentos na nova Assembleia Nacional, resultando em coabitação em caso de vitória da oposição. Quando nenhuma força política obtém a maioria absoluta dos assentos, qualquer governo enfrentará a constante ameaça de uma moção de desconfiança e lidará com a legislação caso a caso, a menos que uma coalizão seja formada para evitar essa ameaça. Eleições antecipadas só podem ser convocadas pelo menos um ano após a eleição legislativa anterior, conforme a constituição. Alguns analistas também consideraram a possibilidade de um governo tecnocrático ou um governo temporário de minoria, semelhante ao da Bélgica em 2020, com figuras independentes antes de uma segunda eleição antecipada.
Attal anunciou que renunciaria ao cargo de primeiro-ministro logo após a divulgação dos resultados. Macron não era obrigado a aceitar a renúncia de Attal, e este último observou que estaria disposto a permanecer no cargo pelo tempo necessário, e Macron acabou recusando sua renúncia "por enquanto" na manhã de 8 de julho.
Em uma entrevista em 1 de julho, Aurore Bergé sinalizou abertura para uma coalizão com membros de outros partidos, incluindo "os Republicanos que não queriam se corromper com Éric Ciotti e com o RN, com certos membros do Partido Socialista, os ecologistas, os comunistas", uma visão compartilhada pelo líder do parceiro de aliança Horizons, Édouard Philippe. Philippe pediu um "acordo que estabilize a situação política", excluindo o LFI e o RN. Séjourné também excluiu a possibilidade de governar ao lado de Mélenchon e alguns de seus aliados à esquerda, dizendo que haveria certos pré-requisitos para qualquer coalizão potencial. Em entrevista em 8 de julho, Darmanin considerou a possibilidade de cooperação com o PS em algumas questões onde eles divergiam do LFI.
Em 2 de julho, o coordenador nacional do LFI, Manuel Bompard, anunciou que seu partido não participaria de uma grande coalizão incluindo o LFI e o Ensemble, e Attal também descartou a possibilidade de uma coalizão com o LFI. Marine Tondelier, líder dos Ecologistas, não descartou a possibilidade de participar de uma coalizão quando questionada, mas acrescentou "não é de todo o que eu quero fazer", e também disse que não apoiaria um primeiro-ministro alinhado a Macron. Logo após o segundo turno, Mélenchon pediu a Macron que nomeasse um primeiro-ministro da Nova Frente Popular. Tanto Tondelier quanto Faure ecoaram esses comentários e disseram que a NFP pretendia governar, e este último também sinalizou que o PS não apoiaria nenhuma coalizão liderada pelo Ensemble. Após os resultados, Yannick Jadot anunciou que a NFP proporia seu governo na semana do segundo turno, Faure declarou que a aliança buscaria acordar um nome para primeiro-ministro até essa data, Bompard disse que a NFP pretendia implementar seu programa na íntegra sem retroceder, e Sandrine Rousseau prometeu não buscar a repetida invocação do artigo 49.3, ao contrário dos governos recentes, e a negociadora da aliança do PS, Johanna Rolland, sugeriu que ela acolheria o apoio dos deputados mais à esquerda do Ensemble em uma coalizão liderada pela NFP.
Laurent Wauquiez descartou a possibilidade de o LR participar de uma potencial coalizão logo após o anúncio dos resultados. O presidente do grupo LR no Senado, Bruno Retailleau, descartou a possibilidade de trabalhar com qualquer coalizão de esquerda e, como outros dentro de seu partido, considerou a marca LR como "morta".
Após ficar aquém das expectativas pré-eleitorais, Le Pen disse que a vitória do RN "apenas foi adiada" e que ela não poderia ficar decepcionada com os ganhos do partido na eleição. Em 8 de julho, Sébastien Chenu pareceu expressar arrependimento pelas controvérsias envolvendo muitos dos candidatos que perderam suas disputas, e afirmou que o RN permaneceria na oposição "sem compromisso", e Zoltán Kovács anunciou que Bardella presidiria o grupo Patriotas pela Europa no Parlamento Europeu. Gilles Pennelle, diretor-geral do partido que supervisionou a seleção dos candidatos do RN, renunciou no dia seguinte à eleição.

Os planos de governança provavelmente só serão concretizados após a formação dos grupos parlamentares na 17ª legislatura da Quinta República Francesa esclarecer o alinhamento dos deputados eleitos em 11 de julho, seguida pela eleição do próximo presidente da Assembleia Nacional da França em 18 de julho, bem como pela nomeação de vice-presidentes, questores e secretários como parte do bureau da Assembleia Nacional da França. Pouco depois das eleições, Clémentine Autain, como Ruffin, anunciou que não se juntaria ao grupo La France Insoumise na próxima legislatura, esperando formar um novo grupo, possivelmente ao lado de Christophe Bex e incumbentes do LFI que conseguiram se reeleger contra candidatos oficiais do LFI, incluindo Alexis Corbière, Hendrik Davi e Danielle Simonnet, e o Eliseu declarou que Macron esperaria a nova Assembleia Nacional se organizar antes de tomar "as decisões necessárias". Bardella também sugeriu que os deputados eleitos com o apoio do RN, que estiveram envolvidos em várias controvérsias durante a campanha, não se juntariam ao grupo Reagrupamento Nacional na legislatura. O deputado do Renaissance, Sacha Houlié, representando a ala esquerda de seu partido, implorou a seus colegas que formassem um novo grupo "social-democrata" na Assembleia Nacional.